# BAIC Motor

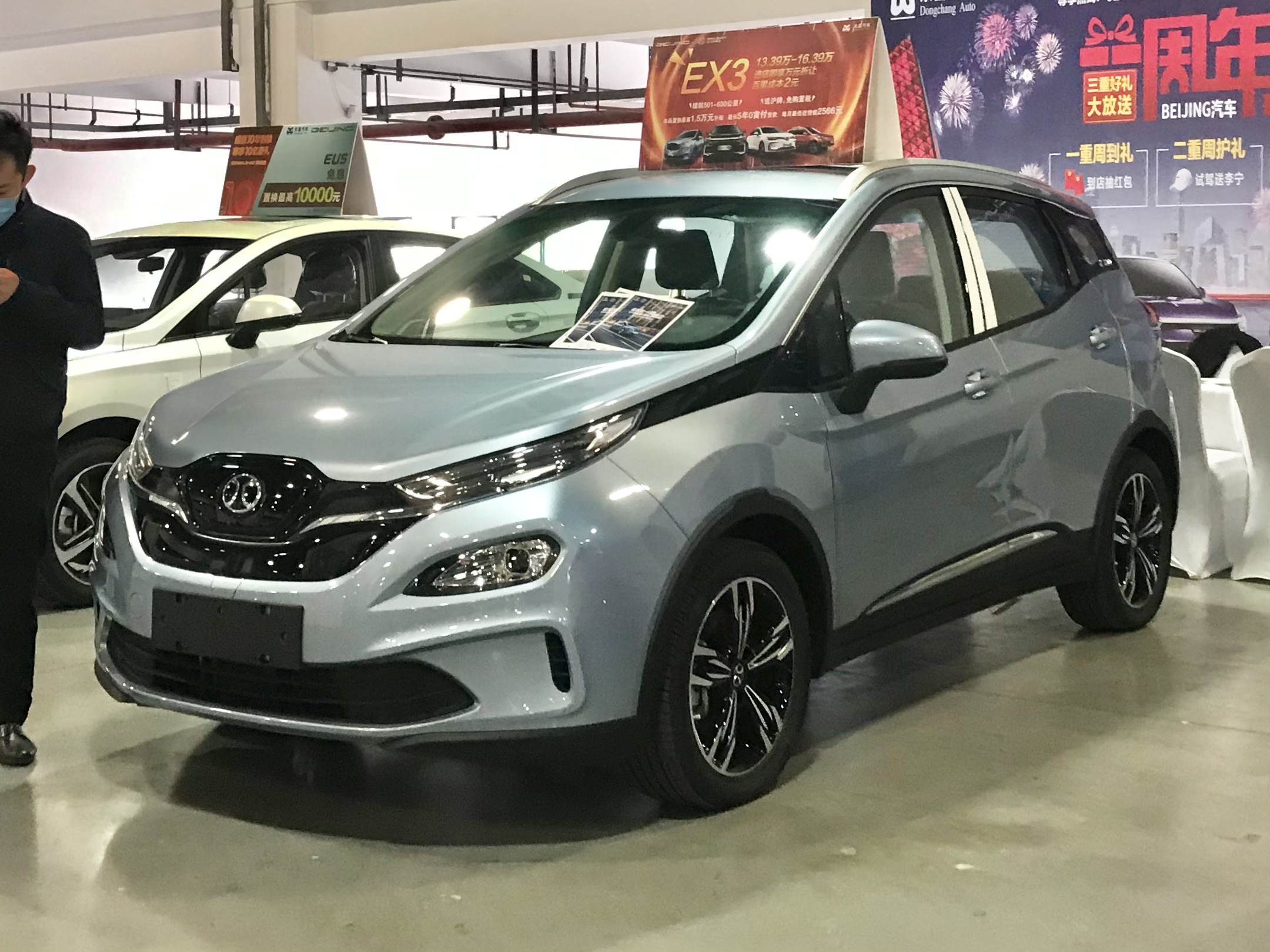
BAIC EX3.

 (octobre 2023).
Si vous disposez d'ouvrages ou d'articles de référence ou si vous connaissez des sites web de qualité traitant du thème abordé ici, merci de compléter l'article en donnant les références utiles à sa vérifiabilité et en les liant à la section « Notes et références ».
BAIC Motor Corporation Limited est un constructeur automobile chinois dont le siège est situé à Pékin. Les actions H (en) de la société étaient négociées à la bourse de Hong Kong. Il faisait partie du Beijing Automotive, lui-même filiale du gouvernement municipal de Pékin.